# Tennis Borussia Berlin
Cet article possède un paronyme, voir Borussia Berlin.
Maillots
Le Tennis Borussia Berlin est club omnisports allemand fondé en 1902. Sa section la plus importante est celle de football.

## Histoire
Le club est fondé en 1902, comme un club de tennis et tennis de table d'où l'appellation d'origine, Berliner Tennis- und Ping-Pong-Gesellschaft Borussia. En 1903 est fondé la section football, d'abord avec un rôle mineur dans le football berlinois, mais à partir des années 1920 le club prend de l'importance à Berlin jusqu'à l'arrivée du nazisme.
Après la Seconde Guerre mondiale le club est réactivé sous le nom SG Charlottenburg, puis en 1947 il reprend son nom  Berliner Tennis-Club Borussia surnommé TeBe Berlin.
Lorsqu'est fondé la Bundesliga les clubs prédominants à Berlin sont le Hertha BSC et le SV Tasmania Berlin, le TeBe arrive à se maintenir au deuxième niveau du football allemand, tandis que bon nombre d'autres clubs berlinois sombrent dans les divisions inférieures.
Lors de la saison 1974-1975, le Tennis Borussia monte en Bundesliga 1, il sera relégué en fin de saison puis reviendra pour la saison 1976-1977, mais n'y restera également qu'une saison. Après quatre saisons consécutives en deuxième division, le club fera quelques aller-retours entre la 2e et 3e division jusqu'à la saison 1999-2000 où il se verra refuser sa licence et connaîtra dans les années 2010 la 6e division.
Le Tennis Borussia dispute un mémorable huitième de finale de Coupe d'Allemagne 1998-1999 face au voisin, le Hertha Berlin, devant 42 000 spectateurs.
Le club comprend également une équipe féminine qui fait figure de pionnière en commençant ses activités dès 1969, elle dispute la Frauen Bundesliga dans les années 1990. Lors de la saison 2008-2009, l'équipe féminine revient pour une seule saison en Bundesliga, puis à partir de 2018 le club se retire du football féminin.

## Palmarès
- Champion de Bundesliga 2-Nord : 1976.

## Joueurs emblématiques du passé
- 1926-1930 : Josef Herberger  Allemagne
- 1974-1987 : Ditmar Jakobs  Allemagne
- 1999-2000 : Jan Suchopárek  République tchèque
- Sergueï Kiriakov  Union soviétique
- Karl-Heinz Schnellinger  Allemagne

## Tennis

### Joueurs emblématiques du passé
- Nelly Neppach (1898-1933) : 11 tournois remportés. Se suicida en 1933 parce que juive, elle ne pouvait plus représenter son pays en compétition[1].